# Mallotus mollissimus
Mallotus mollissimus är en törelväxtart som först beskrevs av Eduard Ferdinand Geiseler, och fick sitt nu gällande namn av Airy Shaw. Mallotus mollissimus ingår i släktet Mallotus och familjen törelväxter. Inga underarter finns listade i Catalogue of Life.